# Liste der Kulturdenkmäler in Nickenich
In der Liste der Kulturdenkmäler in Nickenich sind alle Kulturdenkmäler der rheinland-pfälzischen Ortsgemeinde Nickenich aufgeführt. Grundlage ist die Denkmalliste des Landes Rheinland-Pfalz (Stand: 27. Oktober 2023).

## Denkmalzonen
| Bezeichnung                    | Lage                   | Baujahr | Beschreibung                                                                        | Bild                           |
| ------------------------------ | ---------------------- | ------- | ----------------------------------------------------------------------------------- | ------------------------------ |
| Denkmalzone Jüdischer Friedhof | südlich des Ortes Lage | um 1800 | wohl um 1800 eröffnetes, eingezäuntes Areal; 46 Bestattungen zwischen 1851 und 1926 | weitere Bilder Fotos hochladen |

## Einzeldenkmäler
| Bezeichnung                        | Lage                                          | Baujahr                  | Beschreibung | Bild                                    |
| ---------------------------------- | --------------------------------------------- | ------------------------ | --- | --------------------------------------- |
| Bildstock                          | Andernacher Straße, bei Nr. 29 Lage           |                          | Bildstock, Schöpflöffelform, wohl aus dem 16. Jahrhundert | BW                                      |
| Bildstock                          | Auf der Burg, Ecke Grabenstraße Lage          | 16. oder 17. Jahrhundert | Bildstock, Schöpflöffelform, wohl aus dem 16. oder 17. Jahrhundert | Fotos hochladen                         |
| Wegekreuz                          | Friedhofstraße, vor Nr. 13 Lage               | 1648                     | Wegekreuz, bezeichnet 1648, Barockkartusche | BW                                      |
| Zehntscheune                       | Hauptstraße 83/85 Lage                        | 17. Jahrhundert          | Zehntscheune der ehemaligen Burg; Bruchsteinbau, Krüppelwalmdach, 17. Jahrhundert (?), Tor bezeichnet 1677, Scheunentrakt; bauliche Gesamtanlage                                | Fotos hochladen                         |
| Wegekreuz                          | Hauptstraße, Ecke Niedermendiger Straße Lage  | 1654                     | Wegekreuz, bezeichnet 1654 | Fotos hochladen                         |
| Bildstock                          | Hauptstraße, Ecke Untere Wiesenstraße Lage    |                          | Bildstock | Fotos hochladen                         |
| Wegekreuz                          | Kirchstraße Lage                              | 1716                     | Wegekreuz, bezeichnet 1894, Sockel bezeichnet 1716 | Fotos hochladen                         |
| Alte Schule                        | Kirchstraße 2 Lage                            | vor 1834                 | jetzt Rathaus; zweigeschossiger Bruchsteinbau mit Lisenengliederung, vor 1834 nach Plänen von Johann Claudius von Lassaulx                                                      | Fotos hochladen                         |
| Kreuzwegstation                    | Rauschnerstraße, auf dem Friedhof Lage        |                          | Relief einer Kreuzwegstation | BW                                      |
| Kartäuserhof                       | Zehntstraße 5/7 Lage                          | 1755                     | barocke Anlage, bezeichnet 1755; elfachsiger Walmdachbau, zwei Tore, eines bezeichnet 1857, Scheune; Gesamtanlage                                                               | Fotos hochladen                         |
| Pfarrzentrum                       | Zehntstraße 13 Lage                           | 1754                     | ehemaliges Pfarrhaus; Krüppelwalmdachbau, bezeichnet 1754; Gesamtanlage mit Kirche                                                                                              | Fotos hochladen                         |
| Katholische Pfarrkirche St. Arnulf | Zehntstraße 15 Lage                           |                          | romanischer Turm, neuromanische Hallenkirche, Bruchstein, Rundbogenstil, 1845–48, Architekt Johann Claudius von Lassaulx, Koblenz, Erweiterung 1938; Gesamtanlage mit Pfarrhaus | weitere Bilder Fotos hochladen          |
| Kriegerdenkmal                     | Zehntstraße, vor Nr. 15 Lage                  | um 1920                  | Kriegerdenkmal 1914/18, reliefierter Obelisk, nach 1945 ergänzt | Fotos hochladen                         |
| Kreuze                             | Zehntstraße, bei Nr. 15 auf dem Kirchhof Lage | 16. bis 20. Jahrhundert  | Kreuz, 20. Jahrhundert, Christus am Ölberg; 16 Grabkreuze, unter anderem eins bezeichnet 1558; Wegekreuz, bezeichnet 1664; hinter der Kirche sechs Grabkreuzfragmente           | Fotos hochladen                         |
| Bildstock                          | nordwestlich des Ortes an der L 116           |                          | Bildstock, im Ursprung spätmittelalterlich | Direkt Bild zu diesem Denkmal hochladen |
| Bildstock                          | östlich des Ortes                             |                          | Bildstock | Direkt Bild zu diesem Denkmal hochladen |
| Wegweiser                          | östlich des Ortes an der L 118 Lage           | 1874                     | Wegweiserstein, kleiner Obelisk, bezeichnet 1874 | Fotos hochladen                         |
| Marxekreuz                         | östlich des Ortes an der L 118 Lage           | 1662                     | Wegekreuz, bezeichnet 1662 | Fotos hochladen                         |
| Bildstock                          | südlich des Ortes an der L 119 Lage           | 1590                     | Bildstock, Schöpflöffelform, bezeichnet 1590; Grabkreuz, bezeichnet 1769 | Fotos hochladen                         |
| Wegekreuz                          | südlich des Ortes an der L 119                | 1656                     | Wegekreuz, Kruzifix, bezeichnet 1656 | Direkt Bild zu diesem Denkmal hochladen |
| Lohkreuz                           | südlich des Ortes an der L 119 Lage           | 1680                     | Wegekreuz, bezeichnet 1680 | Fotos hochladen                         |
| Bildstock                          | südöstlich des Ortes                          | 16. oder 17. Jahrhundert | Bildstock, Schöpflöffelform, 16. oder 17. Jahrhundert | Direkt Bild zu diesem Denkmal hochladen |